# Prevoroche, Adâncata
Prevoroche sau Privorochia sau Pridvoreni (între 1942-1944) (în ucraineană Привороки, transliterat: Prîvorokî, în rusă Привороки, transliterat: Privoroki și în germană Preworokie sau Preworoki) este un sat în raionul Adâncata din regiunea Cernăuți (Ucraina), depinzând administrativ de comuna Tărășeni. Are 1,284 locuitori, preponderent români.
Satul este situat la o altitudine de 343 metri, în partea de centru a raionului Adâncata.

## Istorie
Localitatea Prevoroche a făcut parte încă de la înființare din regiunea istorică Bucovina a Principatului Moldovei.  
După anexarea Bucovinei de către Imperiul Habsburgic în anul 1775, localitatea Prevoroche a făcut parte din Ducatul Bucovinei, guvernat de către austrieci, făcând parte din districtul Siret (în germană Sereth).  
După Unirea Bucovinei cu România la 28 noiembrie 1918, satul Prevoroche a făcut parte din componența României, în Plasa Cosminului a județului Cernăuți. Pe atunci, majoritatea populației era formată din români. 
Ca urmare a Pactului Ribbentrop-Molotov (1939), Bucovina de Nord a fost anexată de către URSS la 28 iunie 1940, reintrând în componența României în perioada 1941-1944. Apoi, Bucovina de Nord a fost reocupată de către URSS în anul 1944 și integrată în componența RSS Ucrainene. 
Începând din anul 1991, satul Prevoroche face parte din raionul Adâncata al regiunii Cernăuți din cadrul Ucrainei independente. Conform recensământului din 1989, numărul locuitorilor care s-au declarat români plus moldoveni era de 991 (46+945), reprezentând 94,02% din populație . În prezent, satul are 1.284 locuitori, preponderent români.

## Demografie
Componența lingvistică a localității Prevoroche
     Română (90,19%)
     Ucraineană (8,49%)
     Rusă (1,32%)
Conform recensământului din 2001, majoritatea populației localității Prevoroche era vorbitoare de română (90,19%), existând în minoritate și vorbitori de ucraineană (8,49%) și rusă (1,32%).
1930: 880 (recensământ) 
1989: 1.054 (recensământ)
2007: 1.284 (estimare)

## Recensământul din 1930
Componența etnică a comunei Prevoroche (județul Cernăuți)
     Români (95,68%)
     Germani (1,13%)
     Polonezi (2,16%)
     Altă etnie (1,03%)
Componența confesională a comunei Prevoroche
     Ortodocși (95,22%)
     Romano-catolici (3,29%)
     Altă religie (1,49%)
Conform recensământului efectuat în 1930, populația comunei Prevoroche se ridica la 880 locuitori. Majoritatea locuitorilor erau români (95,68%), cu o minoritate de polonezi (2,16%) și una de germani (1,13%). Alte persoane s-au declarat: evrei (6 persoane), ruteni (2 persoae) și ruși (1 persoană). Din punct de vedere confesional, majoritatea locuitorilor erau ortodocși (95,22%), dar existau și romano-catolici (3,29%). Alte persoane s-au declarat: mozaici (6 persoane), greco-catolici (2 persoane) și fără religie (5 persoane).